# Loups-garous (film, 2021)
Pour les articles homonymes, voir Loup-garou (homonymie).
Pour plus de détails, voir Fiche technique et Distribution.
Loups-garous (Werewolves Within) est un film américain réalisé par Josh Ruben, sorti en 2021 et désormais disponible en VOD sur Showtime et Amazon Prime Video. Il est produit par Ubisoft et basé sur leur jeu vidéo Werewolves Within sorti en 2016.

## Synopsis
Le ranger Finn Wheeler est affecté à la petite ville de Beaverfield, divisée par un projet de construction de pipeline. La ville est soudainement attaquée par des loups-garous ce qui provoque des conflits entre les habitants.

## Fiche technique
- Titre : Loups-garous
- Titre original : Werewolves Within
- Réalisation : Josh Ruben
- Scénario : Mishna Wolff
- Musique : Anna Drubich
- Photographie : Matt Wise
- Montage : Brett W. Bachman
- Production : Jason Altman, Margaret Boykin, Andrew Lieberman, Natalie Metzger, Matt Miller, Sam Richardson et Benjamin Wiessner
- Société de production : Ubisoft Film & Television et Vanishing Angle
- Société de distribution : IFC Films (États-Unis)
- Pays :  États-Unis
- Genre : Comédie horrifique et fantastique
- Durée : 97 minutes
- Dates de sortie : 
  - États-Unis : 25 juin 2021
  - France : 19 août 2021 (vidéo)

## Distribution
- Sam Richardson : Finn Wheeler
- Milana Vayntrub : Cecily Moore
- George Basil : Marcus
- Sarah Burns : Gwen
- Michael Chernus : Pete Anderton
- Catherine Curtin : Jeanine Sherman
- Wayne Duvall : Sam Parker
- Harvey Guillén : Joaquim Wolfson
- Rebecca Henderson : Dr. Ellis
- Cheyenne Jackson : Devon Wolfson
- Michaela Watkins : Trisha Anderton
- Glenn Fleshler (en) : Emerson
- Patrick M. Walsh : Dave Sherman
- Anni Krueger : Charlotte
- Ritz : Cha-Chi

## Accueil
Les adaptations de jeux vidéo au cinéma ont souvent été moquées pour les mauvaises critiques qu'elles ont reçu mais Loup-garous est une des rares adaptations à avoir obtenu un bon consensus critique.